# Campanula merxmuelleri
Campanula merxmuelleri är en klockväxtart som beskrevs av Demetrius Phitos. Campanula merxmuelleri ingår i släktet blåklockor, och familjen klockväxter. Inga underarter finns listade i Catalogue of Life.